# Бонні Бергер
Енн Бонні Бергер — американська жінка-математик і програмістка, яка працює викладачкою прикладної математики та комп'ютерних наук у Массачусетському технологічному інституті. На початку кар'єри Бергер досліджувала алгоритми, і пізніше вона перейшла на дослідження в області обчислювальної молекулярної біології.

## Біографія
Бергер здобула ступінь бакалавра в Університеті Брандейс, і захистила дисертацію доктора філософії в массачусетському технологічному інституті в 1990 році під керівництвом Сільвіо Микали Ще будучи студенткою, вона отримала Machtey Award в 1989 році за статтю про паралельні алгоритми, яку вона опублікувала з однокурсником Джоном Ромпей на симпозіумі з основ інформатики. Вона залишилася в MIT для постдокторських досліджень і стала викладачкою там в 1992 році.
У 2003 Бергер стала фелло асоціації з обчислювальної техніки, а в 2012 році — членкинею Американської академії мистецтв і наук і Міжнародного товариства обчислювальної біології (ISCB).
Станом на січень 2015 Бергер служить віце-президентом ISCB.
У 2016 Бергер була введена в коледж співробітників американського Інституту медичної і біологічної інженерії.

## Нагороди та відзнаки
- Премія Margaret Oakley Dayhoff (1997/1998)[15]
- Увійшла в список ТОП-100 Новаторів за версією журналу Огляд технологій (1999)[16]
- NIH Margaret Pittman Lecture (2012)